# Australia (Mango)
Australia è il quarto album del cantautore italiano Mango, pubblicato dalla Fonit Cetra nel 1985.

## Il disco
L'album segnò una radicale mutazione nel suo stile, con sonorità elettropop contaminate dalla world music, genere che accompagnerà Mango anche nei lavori successivi. Fu il primo disco di Mango ad ottenere un certo riscontro commerciale, favorito anche dal singolo Oro uscito l'anno prima che, pur non essendo inserito nel lavoro, riuscì a portare l'artista all'attenzione del pubblico. L'album, pubblicato inizialmente solo su vinile e musicassetta, fu ristampato per la prima volta su CD nel 1990, e nuovamente nel 1999.
Australia segna la nascita di una lunga collaborazione con Mogol, noto paroliere di Lucio Battisti, con il quale aveva interrotto i rapporti pochi anni prima. Mogol aveva già dato il suo contributo in Oro, riscrivendone il testo originariamente concepito da Armando Mango. A Mogol si affiancò il produttore Alberto Salerno nella stesura dei testi, mettendo, momentaneamente, in disparte il contributo di Armando, cosa che generò dissidi tra i due fratelli e la loro promoter, nonché moglie di Salerno, Mara Maionchi. La Maionchi motivò le sue azioni dicendo:
Salerno ricordò come Mango fosse un maniaco del perfezionismo, ad esempio in fase di registrazione di Dietro un sì, dietro un no:
Mango partecipò al Festival di Sanremo nella sezione "Nuove Proposte" con la canzone Il viaggio, che non raggiunse la finale ma ottenne il premio della critica. Tra i crediti figura il paroliere Alfredo Rapetti (in arte Cheope), figlio di Mogol. Il brano fu inserito nell'album insieme alla title track che pur non essendo mai pubblicata ufficialmente su singolo, fu utilizzata come promo radio.
Il testo del brano Australia fu scritto da Mogol dopo un viaggio compiuto nel Paese.
Dove andrò fu usata come sigla del festival di Castrocaro 1985, condotto da Maria Teresa Ruta.
La massa indistinguibile è una critica di Mogol (autore delle liriche) diretta a Battisti, dopo la loro rottura professionale. Battisti rispose al suo storico paroliere nel brano Don Giovanni (1986), tratto dall'omonimo album, scritto con Pasquale Panella, futuro autore di testi dello stesso Mango.

## Tracce
1. Australia (P. Mango, Mogol)
2. Gente comune in evoluzione (P. Mango, A. Salerno)
3. Nella baia (P. Mango, A. Salerno)
4. Pensiero solido (P. Mango, Mogol)
5. Mr. noi (P. Mango, Mogol)
6. Dove andrò (P. Mango, A. Salerno)
7. Il viaggio (P. Mango, Cheope)
8. La massa indistinguibile (P. Mango, Mogol)
9. Dietro un sì, dietro un no (P. Mango, A. Salerno)

## Formazione
- Mango: voce, cori, Yamaha DX7,Korg PolySix, Oberheim OBX-A, pianoforte
- Mauro Paoluzzi: chitarra
- Lele Melotti: Batteria Sonor, Simmons Drums
- Aldo Banfi: programmazione, Synclavier
- Julius Farmer: basso (in Dietro un sì, dietro un no), contrabbasso (in Nella baia e Mr. noi)
- Laura Valente: cori (in La massa indistinguibile e in Mr. noi)
- Arrangiamenti: Mauro Paoluzzi
- Realizzato e mixato negli studi Polygram - Milano
- Tecnico del suono: Bruno Malasoma